# Al Jazeera
Al Džazira (arap. الجزيرة) katarska je televizijska kuća sa sedištem u gradu Dohi. Na arapskom jeziku Al Džazira znači poluostrvo. Al Džazira je započela je rad u novembru 1996. godine i smatra se najvećom arapskom televizijskom kućom i najvećom protivtežom američkom CNN-u. Ima više razdeljenih kanala sa različitom tematikom, ali je izvorni program namenjen vestima. Programi se emituju neprekidno preko satelita ARABSAT. Al Džazira ima preko 1.000 novinara širom sveta.
Spremnost kanala da emituje zabranjena gledišta bez restrikcija, na primer u emisijama sa telefonskim pozivima, stvorila je kontroverze u arapskim državama Persijskog zaliva. Jedna od kancelarija stanice bila je jedini kanal koji je uživo izveštavao o ratu u Avganistanu.
Matično holding preduzeće je „privatna fondacija za javnu dobrobit“ prema katarskom zakonu. Prema ovoj organizacionoj strukturi, matično preduzeće dobija sredstva od vlade Katara, ali zadržava svoju uređivačku nezavisnost. Ponekad se smatra da mreža uglavnom ima islamističku perspektivu, promovišući Muslimansko bratstvo, i imajući pro-sunitsku i anti-šiitsku pristrasnost u izveštavanju o regionalnim pitanjima. Al Džazira insistira na tome da pokriva sve strane rasprave i tvrdi da sa jednakom objektivnošću predstavlja izraelske i iranske stavove. Al Džazira je emitovala video snimke koje je objavio Osama bin Laden.
U junu 2017. vlade Saudijske Arabije, Emirata, Bahreinija i Egipta insistirale su na zatvaranju čitavog konglomerata kao jedan od trinaest zahteva upućenih vladi Katara tokom Katarske diplomatske krize. Druge medijske mreže izjavile su se u znak podrške mreži. Prema časopisu The Atlantic, Al Džazira predstavlja daleko umerenije, zapadnjačko lice od islamskog džihadizma ili krutog sunitskog pravoverja, i premda je mreža kritikovana kao „islamistička“ obmana, ona zapravo izražava „vrlo malo specifičnog religijskog sadržaja u svom emitovanju.“ Neki smatraju da je ova organizacija propagandni kanal katarske vlade..

## Istorija
Satelitski kanal Al Džazire (poznat kao AJA) prvi put je pokrenut 1. novembra 1996. godine. Pokretanje je usledilo nakon što je televizijska kuća BBC prestala da emituje program na arapskom jeziku zbog stalnog uplitanja vlade Saudijske Arabije, te pokušaja cenzure informacija.
Tokom prvih pet godina postojanja, Al Džazira je opstala zahvaljujući emiru Katara al-Taniju. Televizijska kuća je u to vreme takođe imala privatne deoničare koji su bili vlasnici određenog broja deonica.
Tokom prve polovine 1997. godine, program se prikazivao svega 6 sati dnevno, da bi se do kraja godine to povećalo na 12 sati dnevno. Tokom prvih godina korišten je zemaljski signal koji su mogli koristiti samo oni koji su stanovali u neposrednom susedstvu središta Al Džazire te satelitsko emitovanje koje je bilo dostupno širom arapskih zemalja.
Al Džazira bila je jedina internacionalna novinska mreža koja je imala dopisnike u Iraku tokom operacije Pustinjska lisica (bombardovanje Iraka 1998. godine). Prve značajne korake televizija radi dostavljanjem snimaka s terena zapadnim medijima.
Dana 1. januara 1999. godine počinje 24-satno emitovanje programa. Te godine u Al Džaziri je zaposleno preko 500 radnika, te agencija ima nekoliko ureda u Evropi i Rusiji. Godišnji budžet je u to vreme iznosio oko 25 milijuna dolara.
Godine 2000, Al Džazira beleži preko 35 miliona gledalaca dnevno i tako postaje najpopularnija i najgledanija televizijska kuća na Bliskom istoku. Godinu dana kasnije pokreće se internetski portal Al Džazire na arapskom jeziku, a iste godine britansko telekomunikacijsko preduzeće Skaj UK najavljuje prenos signala u Ujedinjenom Kraljevstvu.

### Rat u Avganistanu (2001)
Nakon terorističkog napada u Njujorku  11. septembra 2001. godine, Al Džazira prenosi većinu talibanskih poruka upućenih prema zapadu, od kojih su najvažnije bile poruke i video snimak vođe terorističke grupe Alkaide Osame bin Ladena. Televizija je u to vreme dobila nekoliko snažnih kritika zbog omogućavanja da teroristi prenose poruke prema zapadu.
Pri kraju 2001. godine zapadne medijske kuće doslovno su vodile borbu za ekskluzivne snimke koje je dostavljala Al Džazira. CNN je u to vreme imao ekskluzivna prava objavljivanja materijala čak šest sati pre ostalih medijskih kuća i novinskih agencija.
Al Džazira svoj ured u Avganistanu otvara pre službenog početka rata stoga ima svu potrebnu tehniku i ljudstvo za snimanje ekskluzivnih videosnimaka i fotografija koje su zapadnim medijima prodavane po visokim cenama (određeni materijali dostigli su vrednost od nekoliko stotina hiljada dolara). Ured u Kabulu uništen je u američkim bombardovanjima krajem 2001. godine, a kako bi ostala u samom centru zbivanja, Al Džazira otvara nove urede na istoj teritoriji.

### Rat u Iraku (2003)
Nakon što su 2003. godine SAD izvršile invaziju Iraka, televizijska kuća na svojem kanalu i veb lokaciji objavljuje materijale vezane za sami rat, te tako stiče naklonost zapadnih medija i slobodnih novinara koji te reportaže koriste kao vlastite izvore za stvaranje priča koje dalje prodaju lokalnim medijima širom sveta. Takođe, Al Džazira je prenosila sve važne vojne pres konferencije i obraćanja medijima (čak i direktno s terena).
Tokom 2003. godine pokrenuta je veb stranica na engleskom jeziku, te je u to vreme Al Džazira imala oko 1.400 zaposlenih koji su radili u 23 ureda širom sveta (450 novinara te 70-ak dopisnika).
Dana 1. aprila 2003. godine američki vojni vazduhoplov ispalio je nekoliko projektila u Al Džazirin ured u Bagdadu, pritom ubivši jednog reportera. Američka vojska je u svojim objavama utvrdila kako je napad bio slučajna greška usprkos tome što je Katar dostavio sve potrebne dokumente i karte gde je vidljiv i označen ured kako bi bio pošteđen od bombardovanja.

### Katarska diplomatska kriza (2017)
Zatvaranje televizijske kuće Al Džazira bio je jedan od glavnih uslova koji su postavljeni od strane Saudijske Arabije, UAE-a, Bahreina i Egipta tokom diplomatske krize koja se dogodila 2017. godine. Pre juna, Saudijska Arabija i UAE blokirali su internet stranicu Al Džazire za svoje građane, a Saudijska Arabija zatvorila je Al Džazirin ured u Rijadu i oduzela mu licencu za rad na državnoj teritoriji optužujući agenciju kako promoviše terorizam. Jordan je takođe oduzeo licencu za rad na svojoj državnoj teritoriji.
Dana 6. juna Al Džazira je bila žrtva internetskog hakerskog napada koji je pogodio sve njene platforme. Krajem juna 2017. godine gore navedene zemlje stvaraju ekonomski i diplomatski pritisak na Katar te postavljaju niz uslova za povratak u pređašnje stanje, a jedan od glavnih uslova je potpuno gašenje Al Džazire. Svetski mediji i neprofitne organizacije koje se bave zaštitom slobode govora i medijskim slobodama oštro su kritikovale ovaj uslov pozivajući se na kršenje prava na slobodu govora i medijskog izveštavanja.

## Teme
- Politika
- Ekonomija
- Islam
- Ekologija
- Nauka

## Podkanali
- -{Aljazeera
- Aljazeera Sports
- Aljazeera Children
- Aljazeera Intrnational
- Aljazeera Documentary
- Aljazeera English
- Aljazeera Balkans}-

## Literatura
- Abdul-Mageed, M. M. (2008). Online News Sites and Journalism 2.0: Reader Comments on Al Jazeera Arabic. TripleC: Cognition, Communication, Co-operation, 6(2), 59–76. Abstract and full article: Blogspot.com
- Abdul-Mageed, M. M., and Herring, S. C. (2008). Arabic and English news coverage on aljazeera.net. In: F. Sudweeks, H. Hrachovec, and C. Ess (Eds.), Proceedings of Cultural Attitudes Towards Technology and Communication 2008 (CATaC'08), Nîmes, France, 24 June-27. Abstract and full article: Arabic and English News Coverage on aljazeera.net
- M. Arafa, P.J. Auter, & K. Al-Jaber (2005), Hungry for news and information: Instrumental use of Al-Jazeera TV among viewers in the Arab World and Arab diaspora, Journal of Middle East Media, 1(1), 21–50
- Marc Lynch (2005), Voices of the New Arab Public: Iraq, al-Jazeera, and Middle East Politics Today, Columbia University Press
- N. Miladi (2004), Al-Jazeera,  1-86020-593-3
- Hugh Miles (2004), Al Jazeera: How Arab TV news challenged the world, Abacus,  0-349-11807-8,
  - a.k.a. Al Jazeera: How Arab TV News challenges America, Grove Press,  0-8021-1789-9 (2005 reprint),
  - a.k.a. Al Jazeera: The inside story of the Arab news channel that is challenging the West, Grove Press,  0-8021-4235-4 (2006 reprint)
- Mohammed el-Nawawy and Adel Iskandar (2002), Al-Jazeera: How the Free Arab News Network Scooped the World and Changed the Middle East, Westview Press,  0-8133-4017-9,
  - a.k.a. Al-Jazeera: The story of the network that is rattling governments and redefining modern journalism, a.k.a. Al-Jazeera: Ambassador of the Arab World, Westview Press/Basic Books/Perseus Books,  0-8133-4149-3 (2003 reprint)
- Erik C. Nisbet, Matthew C. Nisbet, Dietram Scheufele, and James Shanahan (2004), „Public diplomacy, television news, and Muslim opinion” (PDF). (187 KiB), Harvard International Journal of Press/Politics 9 (2), 11–37
- Donatella Della Ratta (2005), Al Jazeera. Media e società arabe nel nuovo millennio, Bruno Mondadori,  88-424-9282-5
- Naomi Sakr (2002), Satellite Realms: Transnational Television, Globalization and the Middle East, I.B. Tauris,  1-86064-689-1
- Tatham, Steve (2006), Losing Arab Hearts & Minds: The Coalition, Al-Jazeera & Muslim Public Opinion, C. Hurst & Co. (London), Published 1 January 2006,  0-9725572-3-7
- Mohamed Zayani (2005), The Al Jazeera Phenomenon: Critical Perspectives on New Arab Media, Paradigm Publishers,  1-59451-126-8
- Augusto Valeriani (2005), Il giornalismo arabo, (Italian) Roma, Carocci  88-430-3280-1

## Spoljašnje veze
- Zvanični veb-sajt  (jezik: arapski)
- Zvanični veb-sajt (jezik: engleski)
- Al Jazeera on YouTube
- Al Jazeera's official story